# Distrito de Hashima
Hashima (羽島郡, Hashima-gun) é um distrito japonês localizado na província de Gifu.
Em 2008 o distrito tinha uma população estimada em 46 072 habitantes e uma densidade populacional de 2520 h/km². Tem uma área total de 18,26 km².

## Vilas e aldeias
- Ginan
- Kasamatsu